# Văduva neagră
Văduva neagră (Latrodectus mactans) este o specie de păianjeni veninoși din genul Latrodectus, familia Theridiidae. Specia este originară din America de Nord. Specia este cunoscută pentru colorația roșie și neagră a femelei, care va mânca (ocazional) masculul după reproducere. Veninul este rareori fatal pentru oamenii sănătoși.

## Taxonomie
Latrodectus mactans a fost descris pentru prima dată de către Johan Christian Fabricius în 1775, plasându-l în genul Aranea. A fost transferat la genul Latrodectus în 1837 de către Charles Walckenaer și este în prezent plasat în familia Theridiidae din ordinul Araneae. Specia este strâns legată de Latrodectus hesperus (văduvă neagră vestică) și Latrodectus variolus (văduvă neagră nordică). Membrii celor trei specii sunt deseori confundați cu genul Steatoda, văduvele false. Înainte de 1970, când diviziunile taxonomice curente pentru văduvele negre din America de Nord au fost stabilite de Kaston, toate cele trei varietăți au fost clasificate ca o singură specie, L. mactans. Ca urmare, există numeroase referiri care susțin că "văduva neagră" (fără nici un modificator geografic) se aplică numai la L. mactans. Utilizarea obișnuită a termenului "văduvă neagră" nu face nicio distincție între cele trei specii.

## Descriere
Au abdomen, picioare lungi, o culoare de un cafeniu închis cu dungi gălbui și un desen în formă de clepsidră roșie. Cefalotoracele și abdomenul la un loc măsoară în jur de 1 cm.

### Mărime
Masculul atinge cel mult 7 milimetri, în timp ce femela poate ajunge chiar și la o lungime de 22 de milimetri.

## Pradă
Păianjenii din specia văduva neagră de obicei se hrănesc cu o varietate de insecte, dar uneori se hrănesc cu oniscidee, diplopode, chilopode și alte arahnide. Panza păianjenului este chiar suficient de puternică pentru a prinde animalele la fel de mari ca șoarecii.

## Dușmani naturali
Există diverși paraziți și prădători ai păianjenilor văduva neagră în America de Nord, deși nici unul dintre aceștia nu a fost niciodată evaluat în ceea ce privește programele de augmentare pentru o îmbunătățire a biocontrolului.

## Toxicologie
Specimen

## Specii înrudite
•	Lactrodectus geometricus (o specie întâlnită în Africa); 
•	Lactrodectus curacaviensis (întâlnit în special în America); 
•	Lactrodectus hystrix, Lactrodectus dahli și Lactrodectus pallidus (întâlnite în Europa de sud, în Africa de nord și în sud-vestul Asiei)